# 和井内バスストップ
和井内バスストップ（わいないバスストップ）は秋田県鹿角郡小坂町十和田湖字生出の国道103号沿いにあるバス停留所である。停留所名称は「和井内（わいない）」である。

## 停車路線
- とわだこ号 盛岡 - 十和田湖線
- 秋北バス：十和田湖 - 花輪・八幡平線

## 沿革
- 1934年8月5日： 鉄道省営バス 十和田北線青森駅 - 和井内間開業により停留所設置。
- 1935年8月1日： 鉄道省営バス 十和田南線毛馬内駅（現・十和田南駅） - 和井内間開業。
- 1951年5月： 秋北バス 十和田南線大館駅 - 十和田湖間運行開始に伴い停留所設置。
- 1959年8月1日： 弘南バス十和田西線 弘前バスターミナル - 十和田湖間運行開始に伴い停留所設置。
- 1979年5月： 秋北バス 八幡平 - 十和田湖線運行開始、和井内にも停車する。
- 1982年6月23日： 高速バスとわだこ号運行開始、和井内にも停車する。
- 2002年： 弘南バス十和田西線の運行を休止。
- 2003年4月1日： JRバス東北十和田南線廃止。

## 周辺
- 小坂町役場総務課十和田出張所
- 旧・和井内遊覧船のりば（現在廃止）

## 隣の停留所
とわだこ号
大湯温泉 - 和井内 - 十和田湖